# Einar Ekstrand (översättare)
Karl Emil Einar Carlsson Ekstrand, född 29 oktober 1888 i Stockholm, död 23 februari 1932 i Stockholm, var en svensk författare och översättare. Som översättare förblev han B. Wahlströms förlag trogen till sin död och översatte åt dem runt 100 böcker, huvudsakligen ungdomsböcker från engelska, tyska, franska och danska.

## Böcker
- Storm och stiltje: dikter (Bonnier, 1916)
- Genom eld och vatten: äventyrsberättelse (B. Wahlström, 1921)

## Översättningar (urval)
- Francis Charles Philips: Lyckans krokvägar (B. Wahlström, 1919)
- Emmuska Orczy: Den gäckande nejlikan (B. Wahlström, 1919)
- Frederick Marryat: Sjörövaren (The pirate) (B. Wahlström, 1921)
- Paul de Kock: Vinbärsklasen (B. Wahlström, 1922)
- Berta Clément: Trollsländan som backfisch (B. Wahlström, 1924)
- Esmè Stuart: Krut, kulor och kärlek (B. Wahlström, 1924)
- Antoine François Prévost: Manon Lescaut (1926)
- Victor Hugo: Skrattmänniskan (L'homme qui rit) (B. Wahlström, 1928)
- Maurice Hewlett: En kavaljer som vagabond (The Fool Errant) (B. Wahlström, 1928)
- Jonathan Swift: Gullivers resor (Gulliver's travels) (B. Wahlström, 1928)
- Charles Dickens: Oliver Twist (Oliver Twist) (B. Wahlström, 1929)
- Tusen och en natt (urval och översättning) (B. Wahlström, 1929)
- Ethel Turner: Det nya hemmet (Three little maids) (B. Wahlström, 1931)
- Robert Louis Stevenson: Skattkammarön (Treasure Island) (B. Wahlström, 1933)